# 迪尔达-拉勒基耶
迪尔达-拉勒基耶（法語：Durdat-Larequille，法語發音：[dyʁda laʁkij]）是法国阿列省的一个市镇，位于该省西南部，属于蒙吕松区。该市镇由迪尔达（Durdat）和拉勒基耶（Larequille）等村镇组成。

## 地理
迪尔达-拉勒基耶（46°15'7"N, 2°42'6"E）面积24.45 平方千米，位于法国奥弗涅-罗讷-阿尔卑斯大区阿列省，该省份为法国中部省份，北起涅夫勒省、西北接谢尔省，西南至克勒兹省，南至多姆山省，东南临卢瓦尔省，东临索恩-卢瓦尔省。
与迪尔达-拉勒基耶接壤的市镇（或旧市镇、城区）包括：阿尔弗耶-圣普列斯特、拉塞勒、科芒特里、内里莱班、罗内、维勒布雷。

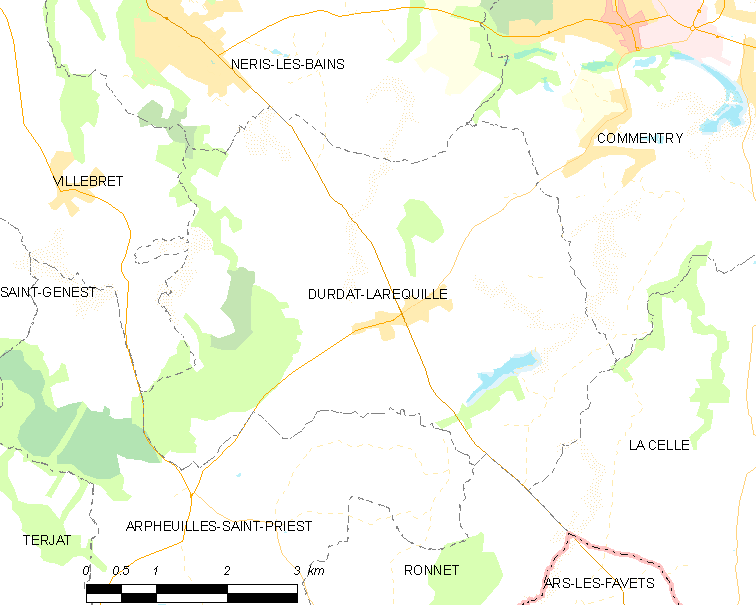
迪尔达-拉勒基耶的OSM定位图

迪尔达-拉勒基耶的时区为UTC+01:00、UTC+02:00（夏令时）。

## 行政
迪尔达-拉勒基耶的邮政编码为03310，INSEE市镇编码为03106。

## 政治
迪尔达-拉勒基耶所属的省级选区为蒙吕松第三县。

## 人口

1962-2008年间迪尔达-拉勒基耶人口变化图示

迪尔达-拉勒基耶于2022年1月1日时的人口数量为1317人。